# Folwark (Ropa)
Folwark – część wsi Ropa w Polsce położona w województwie małopolskim, w powiecie gorlickim, w gminie Ropa.
W latach 1975–1998 miejscowość administracyjnie należała do województwa nowosądeckiego.